# Declieuxia oenanthoides
Declieuxia oenanthoides là một loài thực vật có hoa trong họ Thiến thảo. Loài này được Mart. & Zucc. ex Schult. & Schult.f. mô tả khoa học đầu tiên năm 1827.